# District de Longhua
Pour les articles homonymes, voir Longhua.
Le district de Longhua (龙华区 ; pinyin : Lónghuá Qū) est une subdivision administrative de la province chinoise insulaire de Hainan. Il constitue l'un des quartiers de la ville-préfecture de Haikou.